# Дисоцијативни поремећај
Дисоцијативни поремећај је врста менталног поремећаја који карактерише изненадна, привремена промена нормалног функционисања свести, идентитета и меморије. Посебне врсте овог поремећаја укључују дисоцијативну амнезију, дисоцијативну фугу, дисоцијативни поремећај личности и поремећај деперсонализације.